# Maxanapis dorrigo
Maxanapis dorrigo är en spindelart som beskrevs av Norman I. Platnick och Forster 1989. Maxanapis dorrigo ingår i släktet Maxanapis och familjen Anapidae.
Artens utbredningsområde är New South Wales. Inga underarter finns listade i Catalogue of Life.